# Ádám Veronika
Ádám Veronika (Nagykanizsa, 1949. január 1. –) Széchenyi-díjas orvos, biokémikus, egyetemi tanár, a Magyar Tudományos Akadémia rendes tagja. 1996 és 1999 között valamint 2003 és 2009 között a Semmelweis Egyetem tudományos rektorhelyettese. Férje Vizi E. Szilveszter, az MTA korábbi elnöke.

## Életpályája
1967-ben érettségizett Nagykanizsán, a Semmelweis Orvostudományi Egyetemen 1973-ban szerzett általános orvosi diplomát. 1974-től a Semmelweis Egyetem Orvosi Biokémiai Intézetében dolgozik, s az oktatói ranglétrát végigjárva (1981-ig tanársegéd, 1986-ig adjunktus, utána docens) 1990-ben lett tanszékvezető egyetemi tanár.  Biokémiát oktat orvostanhallgatóknak magyar és angol nyelven. 1996 és 1999, valamint 2003 és 2009 között az egyetem tudományos rektorhelyettese volt. Vendégkutatóként összesen több évet dolgozott Londonban a King's College-ban és New Yorkban a Center for Neurochemistry kutatóintézetben.
1982-ben védte meg az orvostudományok kandidátusa, majd 1989-ben akadémiai doktori értekezését. Az MTA idegtudományi, illetve elméleti orvostudományi bizottságának lett tagja, utóbbinak 2012 és 2018 között elnöke is volt. Emellett az Egészségügyi Tudományos Tanács idegtudományi bizottságának társelnöke 1993 és 2006 között, valamint 2009-ben a Tanács idegi tevékenység kísérletes és klinikai kutatása bizottsága elnöke is lett. 2019-ig vezette az MTA és a Semmelweis Egyetem közös Neurobiokémiai Kutatócsoportját. 2001-ben megválasztották a Magyar Tudományos Akadémia levelező, 2007-ben rendes tagjává. 2014-től az MTA Orvosi Tudományok Osztálya osztályelnök-helyettese, 2020-tól osztályelnöke. 2019. augusztus 1-től az Eötvös Loránd Kutatási Hálózat – ma: Magyar Kutatási Hálózat – irányító testületének tagja. Ezenkívül az Országos Akkreditációs Bizottság biológiai szekciójának tagja 1994 és 1998 között, valamint az OTKA számos zsűrijének és szakkollégiumának tagja 1998 és 2005 között
Az Európai Neurokémiai Társaság vezetőségi tagja (1996–2001, 2005–2009) és főtitkára (2001–2005), valamint a Nemzetközi Neurokémiai Társaság elnökségi tagja volt (2001–2005). 2003 és 2008 között a Richter Gedeon Nyrt. tudományos tanácsának tagja, valamint 2004-től a L’Oréal–UNESCO Nők a Tudományért ösztöndíj program zsűrielnöke. Több ciklusban szerkesztőbizottsági tag volt, illetve jelenleg is az számos nemzetközi tudományos folyóiratnál (Journal of Neurochemistry, Neurochemistry International, Brain Research Bulletin, International Journal of Developmental Neuroscience).

## Munkássága
Kutatási területe az idegek oxidatív károsodásának tanulmányozása. Nevéhez fűződik annak kimutatása, hogy kulcsfontosságú metabolikus enzimek kóros körülmények között az agysejteket pusztító oxigénszármazákokat állítanak elő, ami hozzájárul neurodegeneratív betegségek (pl. Parkinson kór) és a stroke patomechanizmusához. Elsőként mutatta ki, hogy melyek az agyban az oxidatív stresszre legkorábban károsodó metabolikus enzimek. Munkatársaival kimutatta egy kulcsfontosságú metabolikus enzim (alfa-ketoglutarát-dehidrogenáz) betegségokozó mutációiról, hogy fokozott oxidatív stressz keletkezésével járnak, ami a betegség patomechanizmusában is szerepet játszik. A mutáns enzim szerkezetének tisztázásával közelebb került ennek a súlyos metabolikus betegségnek a célzott gyógyszerterápiája.
MIntegy 150 angol nyelvű tudományos cikk, review és könyvfejezet szerzője (Adam-Vizi név alatt). Szerkesztésében jelent meg az ország orvoskarain elfogadott Orvosi Biokémia című tankönyv. A tankönyv 3. kiadása (2003, Medicina Könyvkiadó) Medicina nívódíjban, a 4. átdolgozott kiadás (2017, Semmelweis Kiadó) Szép magyar könyv elismerésben részesült.
2020-ban jelent meg a Jaffa Kiadó gondozásában első szépirodalmi könyve, a Távolból őrzöm című regény.

## Családja
Férje Vizi E. Szilveszter kutatóorvos, az MTA elnöke 2002 és 2008 között. Gyermekeik Vizi Veronika Réka és Vizi Attila Gergely.

## Díjai, elismerései
- Szentágothai János-díj (1998)
- Batthyány-Strattmann László-díj (2000)
- Magyar Köztársasági Arany Érdemkereszt (2000)
- Ipolyi Arnold tudományfejlesztési díj (2005, OTKA)
- Széchenyi-díj (2010)
- Semmelweis Ignác-emlékérem (2013)
- Nagykanizsa díszpolgára (2018)
- Prima Primissima díj (2019)[1]
- A Magyar Érdemrend középkeresztje (2021)
- Zala-megye díszpolgára (2023)[2]